# مات توهيل
مات توهيل (بالإنجليزية: Matt Thornhill)‏ (11 أكتوبر 1988 بنوتنغهام في المملكة المتحدة - ) هو لاعب كرة قدم بريطاني في مركز الوسط. لعب مع برايتون أند هوف ألبيون ونادي هيبرنيان ونوتينغهام فورست وShaw Lane A.F.C. ‏ وBuxton F.C. ‏ ونادي تشيلتنهام تاون لكرة القدم.

## وصلات خارجية
- مات توهيل على موقع قاعدة بيانات كرة القدم.إي يو (الإنجليزية)
- مات توهيل على موقع Soccerbase.com (لاعب) (الإنجليزية)